# Каноза-ди-Пулья
Кано́за-ди-Пу́лья (итал. Canosa di Puglia) — коммуна в провинции Барлетта-Андрия-Трани в регионе Апулии в Италии.
Население коммуны составляет, на 01.01.2023 года, 27 943 человека, плотность населения ─ 185,14 чел./км². Занимает площадь 150,93 км². Почтовый индекс — 76012. Телефонный код — 0883.
Покровителем коммуны почитается святой Савин, день памяти ─ 1 августа.

## География
Расположен в долине реки Офанто, недалеко от места исторической битвы при Каннах. Каноза-ди-Пулья считается одним из главных мест археологических раскопок в Апулии. Различные артефакты и вазы, т. н. «Канозини» (итал. Canosini) хранятся во всех крупных музеях и частных коллекциях мира, но следы далёкого прошлого и сейчас разбросаны по городу и в прилегающих районах.
Каноза-ди-Пулья находится в паре километров от восточного берега реки Офанто и примерно в двадцати километрах от Адриатического моря, на склоне плато Мурдже на высоте от 105 до 140 м над уровнем моря.

## История
Согласно легенде, город Канусий (лат. Canusium, др.-греч. Κανούσιον) основал герой Диомед, персонаж Илиады. В реальности город являлся одним из наиболее важных центров древнего народа даунийцев, населявших местность с неолита (6000-3000 годы до н. э.), а затем япигов, ассимилированных самнитами, а позднее римлянами.
На протяжении столетий Каноза была важным центром торговли и ремёсел (особенно славились керамика и гончарные изделия). С развитием Великой Греции город оказывается под влиянием эллинистической культуры (по планировке древняя Каноза является идеальным греческим полисом). В 318 году до н. э. Каноза становится союзником Рима, в 88 году до н. э. становится муниципием и процветающим центром по производству шерсти, также претерпевает типичные римские изменения: строительство дороги Траяна в 109 году, водопровода на средства Герода Аттика (141 год), амфитеатр, мавзолеи.

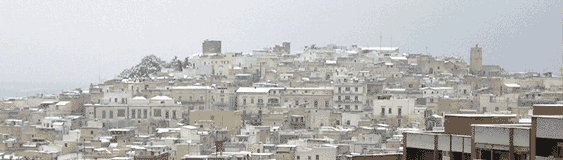
Каноза-ди-Пулья зимой

В конце III века город стал столицей римской провинции Апулия и Калабрия, а в следующем веке — центром самой важной христианской епархии на юге Италии, был известен как «город епископов» и достиг наибольшего влияния в период от епископа Стертортия (343 год) до епископа Святого Сабина (514—566 годы).
Между VII и VIII веками Каноза подверглась нескольким вторжениям лангобардов, в следующем столетии претерпела несколько разрушений от набегов сарацин.
Только спустя два века в Канозу приходит некоторое облегчение (XI—XII века) от союза с норманнами, благодаря деятельности князя Боэмунда Тарентского (который с 1111 года покоится в мавзолее в Канозе), а затем при Фридрихе II перешёл под власть Гогенштауфенов, оставаясь в составе Священной Римской Империи до конца XVIII века.

## Население
Название жителей ─ канозини (итал. canosini).

## Города-побратимы
- Груец, Польша
- Гринцане-Кавур, Италия
- Торремаджоре, Италия
- Монтемилоне, Италия
- Чериньола, Италия

## Администрация коммуны
Главой коммуны является мэр Вито Малканджо (итал. Vito Malcangio), с 22 июня 2022 года.
Муниципалитет входит в движение «Соглашение мэров».